# 누에바 누만시아역
누에바 누만시아 역(스페인어: Nueva Numancia)은 마드리드 지하철 1호선의 역이다. 마드리드 푸엔테데바예카스 구의 푸에르토 데 칸프랑크 거리와 알부페라 대로가 만나는 교차로 지하에 위치해 있으며, 요금구역상으로는 A구역에 속한다.

## 역사
1962년 7월 2일 1호선 연장구간 개통과 함께 문을 열었다. 역명은 근처 동네 이름인 누에바누만시아에서 따왔다.
2016년 7월 3일부터는 1호선의 도심구간에 해당되는 플라사 데 카스티야-시에라 데 과달루페 구간이 시설정비 공사로 운행을 일시 중단되면서 이곳도 영업을 중단하였다. 9월 이후 아토차 렌페-알토 델 아레날 구간 공사가 마무리되면서 먼저 영업을 재개하였다. 전체 공사는 11월에 마무리되면서 전 구간이 정상운행을 시작하였다.

## 환승 정보
역 주변에는 시내버스 정류장이 두 곳 있다. 두 곳 모두 야간노선도 운영된다.
| 마드리드 지하철                       | 마드리드 지하철       | 마드리드 지하철       |
| ------------------------------------- | --------------------- | --------------------- |
| 푸엔테 데 바예카스 피나르 데 차마르틴 | 마드리드 지하철 1호선 | 포르타스고 발데카로스 |